# Raidak
Raidhak és un riu de Bengala Occidental que neix a Bhutan i corre en direcció sud cap al districte de Jaipalguri. Al seu curs superior forma una illa amb una derivació del mateix riu anomenada Mainagaon que se separa del Raidhak poc després d'entrar en el districte i se li uneix altre cop a uns 15 km més avall. El Raidhak s'uneix al Kaljani i els dos rius units formen el Sankos que desaigua al Brahmaputra.